# پاقو پاکونی
پاقو پاکونی (به اسپانیایی: Paqu Paquni) یک کوه در پرو است که در منطقه موکگوا واقع شده‌است. پاقو پاکونی ۵٬۰۳۱ متر بالاتر از سطح دریا واقع شده‌است.